# Scott Fischer

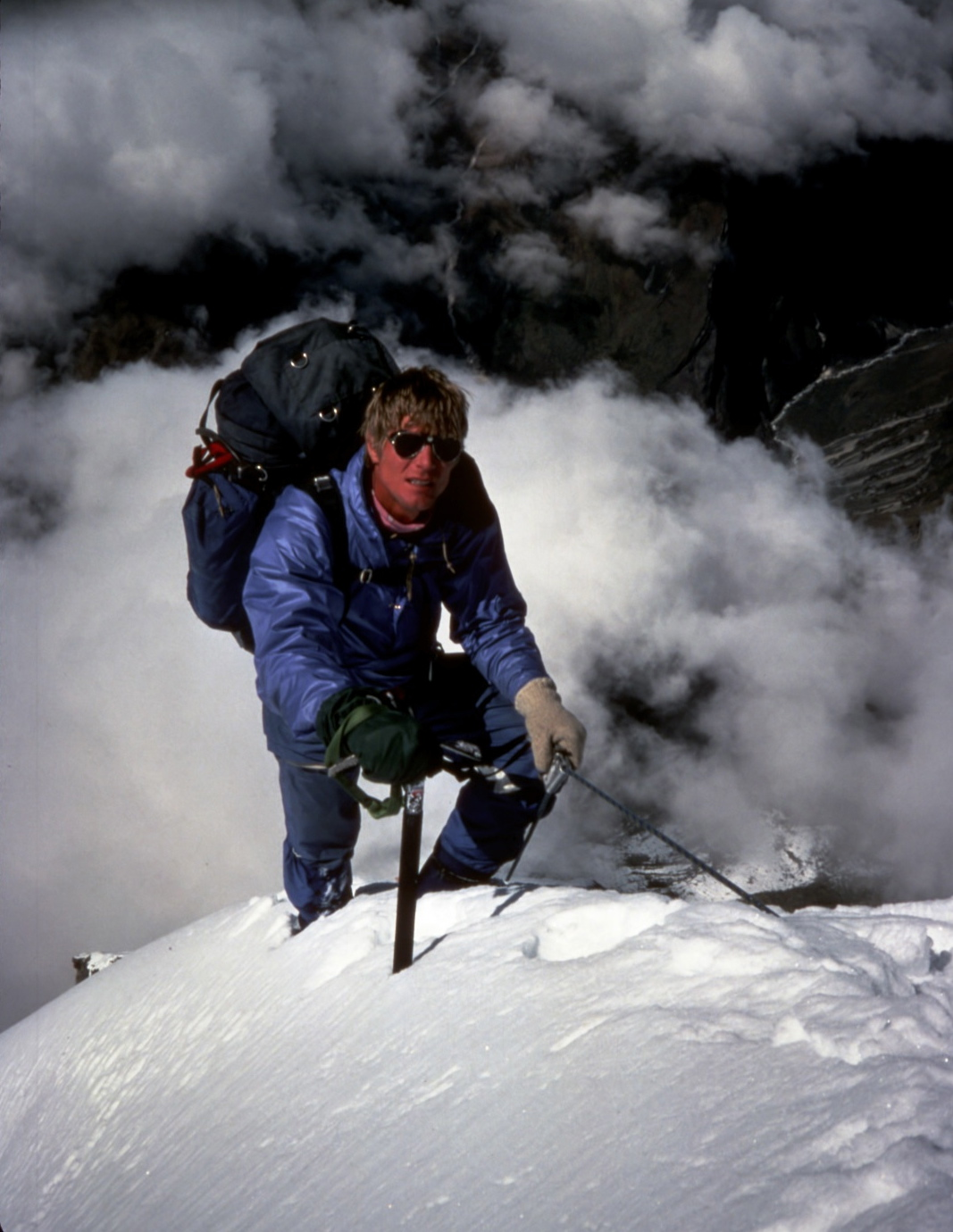
Scott Fischer

Scott Eugene Fischer (* 24. Dezember 1955; † 11. Mai 1996 am Mount Everest) war ein US-amerikanischer Extrembergsteiger und Unternehmer sowie der erste US-Amerikaner, der den 8516 m hohen Lhotse bestieg, den vierthöchsten Berg der Welt.

## Bergführer
Mit seinem Unternehmen „Mountain Madness“ war er 1994 in die Szene der bezahlten Bergführer für Extremtouren eingestiegen, nachdem er sich zuvor durch waghalsige Touren in Hochgebirgen und Besteigungen unter extremen Bedingungen einen Ruf in der Bergsteiger-Szene verschafft hatte.
Mit seinem Unternehmen trat er in Konkurrenz zu dem etablierten neuseeländischen Bergführer-Unternehmer Rob Hall, der mit ihm persönlich befreundet war. Bei seiner ersten Expedition initiierte er ein Umweltschutzprogramm, das von den Höhenlagen des Mount Everest mehr als 2500 Kilogramm Müll einsammelte und zu Tal brachte. Insbesondere auf dem Südsattel in knapp 8000 Meter Höhe hatte sich eine Müllhalde aus zerrissenen Zelten und leeren Sauerstoffflaschen angehäuft.

## Unglück 1996
Vor der 1996er Expedition stand Scott Fischer einmal auf dem Gipfel des Everest. In der Vormonsun-Phase 1996 belagerten elf Expeditionen die Südseite des Mount Everest, die beiden größten unter ihnen die Expeditionen von Rob Hall und Scott Fischer. Bis zur Sicherung des Wegs auf den Südsattel waren keine wesentlichen Vorkommnisse zu verzeichnen. Mit einer kleinen Crew von Kunden und Sherpas brachen in der Nacht vom 9. zum 10. Mai 1996 insgesamt 21 Personen vom Südsattel zum „Gipfelangriff“ auf, unter ihnen Scott Fischer und der von ihm für dieses Unternehmen eigens angeheuerte russische Bergführer Anatoli Bukrejew. Nach mitternächtlichem Aufbruch erreichten gegen 13.10 Uhr die ersten Bergsteiger den Gipfel des Mount Everest. Zuvor hatte eine Absprache beider Teams versagt, welche Sherpas den letzten Anstieg über den sogenannten Hillary Step, eine zwölf Meter hohe steile Stufe im End-Gipfelgrat, mit Fixseilen sichern sollten, sodass unerwartet erhebliche Kräfte nötig wurden, dieses letzte Hindernis auf dem Südanstieg zu entschärfen.
Die normalerweise extrem wichtige vereinbarte letzte Umkehrzeit von 14 Uhr, sei es am Gipfel oder sei es vor dem Gipfel, um noch sicher das letzte Hochlager auf dem Rückweg zu erreichen, war längst verstrichen, als Scott Fischer mit einem seiner Kunden unter den letzten Gipfelgängern des 10. Mai war. Zu dieser Zeit tobte bereits nur wenig unterhalb des Gipfels ein Schneesturm mit Windgeschwindigkeiten von mehr als 120 km/h, der die Rückkehrer sehr schwächte, auskühlte und an den Rand ihrer Kräfte brachte. Auf halbem Rückweg in einer Höhe von ca. 8.400 m beim Balkon versagten Scott Fischers Kräfte. Sein gesamtes Team hatte den Abstieg geschafft, mit Ausnahme des Chefs. Einige Fischer-Team-Mitglieder und Bergsteiger anderer Expeditionen verbrachten eine extreme Nacht abseits des Lagers auf dem Südsattel, wegen des Schneesturms ohne eine Möglichkeit, das Lager zu finden. Jedoch wurden alle Mitglieder von Fischers Expedition in der Nacht auf den 11. Mai von Neal Beidleman und Anatoli Bukrejew gerettet.
Fischer wurde am Nachmittag des Folgetages, nach 24 Stunden unter extremen Kältebedingungen, von Sherpas noch lebend gefunden. In seiner Begleitung befand sich ein Teilnehmer (Makalu Gao / Taiwan) einer anderen Expedition, der gerettet werden konnte. Fischer war jedoch zu sehr geschwächt und aufgrund von Erfrierungen außer Stande, zu gehen oder anderweitig geborgen werden zu können. Er starb noch am selben Tag.
Scott Fischer war mit der Berufspilotin Jean Price verheiratet.
Everest-Ersteiger müssen auf der Südroute seine Leiche passieren. Sie liegt auf einer Höhe von ca. 8.300 m unterhalb des sogenannten Balkons. Im Mai 2010 sollten die sterblichen Überreste geborgen werden, jedoch verweigerte seine Familie im Vorfeld eine Zustimmung.